# Carlotta di Borbone-Montpensier
Carlotta di Borbone-Montpensier (1546 circa – Anversa, 5 maggio 1582) era la terza moglie di Guglielmo il Taciturno, Principe d'Orange, il principale leader della rivolta olandese contro gli spagnoli.

## Biografia
Era la quarta figlia femmina di Luigi, Duca di Montpensier e Jacqueline de Longwy, contessa di Bar-sur-Seine. I suoi nonni materni erano Giovanni IV di Longwy, barone di Pagny, e Giovanna d'Angoulême, una sorellastra naturale (ma legittimata dal decreto reale del 1501) di Francesco I di Francia.
Sua madre credeva nelle dottrine Riformate e le insegnò segretamente ai suoi figli. Secondo alcuni resoconti, il padre di Carlotta decise di contrastare l'influenza di sua moglie inviando tre delle sue figlie a dei conventi. Carlotta, che allora aveva solo tredici anni, implorò il permesso di stare con sua madre, che morì durante il periodo in cui era in convento. Suo padre, influente nella corte di Caterina de' Medici, la mandò nell'abbazia di Notre-Dame de Jouarre, nei pressi di Meaux, perché fosse cresciuta dalle suore e prendesse i voti da adulta. Quando fu professata come suora all'età di tredici anni, fece una formale protesta scritta. 
Altre fonti sostengono che Luigi volesse semplicemente evitare di pagare le doti per conservare il patrimonio per il suo unico figlio. Il piano era quello di rinunciare alla sua eredità e succedere a sua zia come badessa, cosa che avvenne nel 1565. Mentre era badessa, Carlotta fu segretamente istruita al calvinismo da un prete dissidente. 
La giovane Carlotta scioccò sia la sua famiglia che la corte reale fuggendo dal convento nel 1572, annunciando la sua conversione al calvinismo e, su consiglio di Jeanne d'Albret, fuggendo all'elettorato del Palatinato.

## Matrimonio
Il 24 giugno 1575 divenne la terza moglie del principe calvinista Guglielmo I d'Orange al quale diede sei figlie:
- Luisa Giuliana di Nassau (1576-1644), sposò Federico IV Elettore Palatino;
- Elisabetta di Nassau (1577-1642), sposò Enrico de La Tour d'Auvergne;
- Caterina Belgica di Nassau (1578-1648), sposò Filippo Luigi II di Hanau-Münzenberg;
- Carlotta Flandrina di Nassau (1579-1640);
- Carlotta Brabantina di Nassau (1580-1631);
- Emilia Anversiana di Nassau (1581-1657).

Il matrimonio fu molto felice - si dice che sia stato l'unico dei quattro matrimoni di Guglielmo che fu per amore - e l'evidente felicità della coppia portò a un aumentato della popolarità di Guglielmo.

## Morte
Morì il 5 maggio 1582 per stanchezza mentre si prendeva cura di suo marito dopo un attentato. Sebbene Guglielmo fosse esteriormente stoico, si temeva che il suo dolore potesse causare una ricaduta fatale. La morte di Carlotta fu ampiamente pianta.

## Ascendenza
|                                 |                   |                                 | Genitori                        |  |  | Nonni |  |  | Bisnonni                         |  |  | Trisnonni                  |  |
|                                 |                   |                                 |                                 |  |  |       |  |  | Giovanni VIII di Borbone-Vendôme |  |  | Luigi I di Borbone-Vendôme |  |
|                                 |                   |                                 |                                 |  |  |       |  |  | Giovanni VIII di Borbone-Vendôme |  |  | Luigi I di Borbone-Vendôme |  |
|                                 |                   | Giovanna di Monfort-Laval       |                                 |  |  |       |  |  | Giovanni VIII di Borbone-Vendôme |  |  |                            |  |
| Luigi di Borbone-Vendôme        |                   |                                 |                                 |  |  |       |  |  | Giovanni VIII di Borbone-Vendôme |  |  |                            |  |
|                                 |                   | Isabella di Beauvau             | Luigi di Beauvau                |  |  |       |  |  |                                  |  |  |                            |  |
|                                 |                   | Isabella di Beauvau             | Luigi di Beauvau                |  |  |       |  |  |                                  |  |  |                            |  |
|                                 |                   | Isabella di Beauvau             | Margherita di Chambley          |  |  |       |  |  |                                  |  |  |                            |  |
| Luigi III di Montpensier        |                   | Isabella di Beauvau             |                                 |  |  |       |  |  |                                  |  |  |                            |  |
|                                 |                   | Gilberto di Borbone-Montpensier | Luigi I di Montpensier          |  |  |       |  |  |                                  |  |  |                            |  |
|                                 |                   | Gilberto di Borbone-Montpensier | Luigi I di Montpensier          |  |  |       |  |  |                                  |  |  |                            |  |
|                                 |                   | Gilberto di Borbone-Montpensier | Gabriella di La Tour d'Auvergne |  |  |       |  |  |                                  |  |  |                            |  |
| Luisa di Borbone-Montpensier    |                   | Gilberto di Borbone-Montpensier |                                 |  |  |       |  |  |                                  |  |  |                            |  |
|                                 |                   | Chiara Gonzaga                  | Federico I Gonzaga              |  |  |       |  |  |                                  |  |  |                            |  |
|                                 |                   | Chiara Gonzaga                  | Federico I Gonzaga              |  |  |       |  |  |                                  |  |  |                            |  |
|                                 |                   | Chiara Gonzaga                  | Margherita di Baviera           |  |  |       |  |  |                                  |  |  |                            |  |
| Carlotta di Borbone-Montpensier |                   | Chiara Gonzaga                  |                                 |  |  |       |  |  |                                  |  |  |                            |  |
|                                 | Filippo di Longvy | Giovanni III di Longwy          |                                 |  |  |       |  |  |                                  |  |  |                            |  |
|                                 | Filippo di Longvy | Giovanni III di Longwy          |                                 |  |  |       |  |  |                                  |  |  |                            |  |
|                                 | Filippo di Longvy | Giovanna di Vienne              |                                 |  |  |       |  |  |                                  |  |  |                            |  |
| Giovanni IV di Longwy           | Filippo di Longvy |                                 |                                 |  |  |       |  |  |                                  |  |  |                            |  |
|                                 |                   | Giovanna di Bauffremont         | Pietro di Bauffremont           |  |  |       |  |  |                                  |  |  |                            |  |
|                                 |                   | Giovanna di Bauffremont         | Pietro di Bauffremont           |  |  |       |  |  |                                  |  |  |                            |  |
|                                 |                   | Giovanna di Bauffremont         | Maria di Borgogna               |  |  |       |  |  |                                  |  |  |                            |  |
| Giacomina di Longwy             |                   | Giovanna di Bauffremont         |                                 |  |  |       |  |  |                                  |  |  |                            |  |
|                                 |                   | Carlo di Valois-Angoulême       | Giovanni di Valois-Angoulême    |  |  |       |  |  |                                  |  |  |                            |  |
|                                 |                   | Carlo di Valois-Angoulême       | Giovanni di Valois-Angoulême    |  |  |       |  |  |                                  |  |  |                            |  |
|                                 |                   | Carlo di Valois-Angoulême       | Margherita di Rohan             |  |  |       |  |  |                                  |  |  |                            |  |
| Giovanna d'Angoulême            |                   | Carlo di Valois-Angoulême       |                                 |  |  |       |  |  |                                  |  |  |                            |  |
|                                 |                   | Antonietta di Polignac          | Folco di Polignac               |  |  |       |  |  |                                  |  |  |                            |  |
|                                 |                   | Antonietta di Polignac          | Folco di Polignac               |  |  |       |  |  |                                  |  |  |                            |  |
|                                 |                   | Antonietta di Polignac          | Agnese di Chabannais            |  |  |       |  |  |                                  |  |  |                            |  |
|                                 |                   | Antonietta di Polignac          |                                 |  |  |       |  |  |                                  |  |  |                            |  |